# Tropidonophis dendrophiops
Espèce
Synonymes
- Tropidonotus dendrophiops Günther, 1883

Statut de conservation UICN

 LC  : Préoccupation mineure
Tropidonophis dendrophiops est une espèce de serpents de la famille des Natricidae.

## Répartition
Cette espèce est endémique des Philippines. Elle se rencontre sur les îles de Bohol, de Biliran, de Leyte, de Samar, de Dinagat, de Camiguin, de Basilan et de Mindanao.

## Publication originale
- Günther, 1883 : Description of two snakes from the Challenger collections. Annals and magazine of natural history, sér. 5, vol. 11, p. 136-137 (texte intégral).